# Списак епизода серије Финеас и Ферб
Следи списак епизода оригиналне серије Disney Channel-а Финеас и Ферб, која се приказивала од 17. јуна 2007. до 12. јуна 2015. године. Серија се завршила са укупно 222 сегмента (133 епизоде).

## Преглед серије
| Сезона | Сезона | Сегменти | Епизоде | Епизоде | Оригинално емитовање | Оригинално емитовање |
| Сезона | Сезона | Сегменти | Епизоде | Епизоде | Премијера            | Финале               |
| ------ | ------ | -------- | ------- | ------- | -------------------- | -------------------- |
|        | 1.     | 47       | 26      | 26      | 17. август 2007.     | 18. фебруар 2009.    |
|        | 2.     | 65       | 39      | 39      | 19. фебруар 2009.    | 11. фебруар 2011.    |
|        | 3.     | 62       | 35      | 35      | 4. март 2011.        | 30. новембар 2012.   |
|        | 4.     | 49       | 37      | 37      | 7. децембар 2012.    | 9. новембар 2015.    |
|        | 5.     | н. п.    | 20      | 20      | 5. јун 2025.         | н. п.                |

## Епизоде

### 1. сезона (2007–09)
Финеас и Ферб (1. сезона)

### 2. сезона (2009–11)
Финеас и Ферб (2. сезона)

### 3. сезона (2011–12)
Финеас и Ферб (3. сезона)

### 4. сезона (2012–15)
Финеас и Ферб (4. сезона)